# Redwood (Nouvelle-Zélande, Wellington)
Redwood est une partie de la ville de Tawa, une banlieue de la capitale Wellington située dans l’île du Nord de la Nouvelle-Zélande.

## Situation
Redwood siège à l’extrémité sud de la banlieue de Tawa, à l’ouest de ‘Tawa Main Road et au nord de la ligne de chemin de fer de la ligne principale de l’île du nord (en) 
La subdivision de Redwood fut construite sur un domaine agricole acquis par l’église catholique, à la condition d’être dénommée en l’honneur du dernier Archevêque Francis Redwood (en).
Redwood est limité par le «Larsen Crescent» et la partie nord de la ‘Redwood Avenue’ vers le nord, par la ‘Main Road’ à l’est, et ‘Oriel Avenue’ et la section sud de ‘Redwood Avenue’ au sud. 

## Chemin de fer
Redwood est desservie par  deux stations de chemin de fer: la gare de Takapu road (en) au sud de la localité de Redwood et Redwood (en) au nord de Redwood. 
Les temps de trajet vers Wellington par le train est de 12 minutes à partir de la gare ‘Takapu Road’ et 14 minutes à partir de celle de Redwood. 
Le temps de trajet pour Porirua est de 9  minutes à partir de la gare de ‘Takapu Road’ et 7 minutes à partir de celle de Redwood. 
L’écart entre les passages est de 16 minutes durant les périodes de pointe et de 30 minutes durant le reste de la journée .
La ligne de chemin de fer passant à travers le sud de la ville de Tawa fut initialement construite sur un trajet différent, situé légèrement plus loin à l’est par la société compagnie de chemin de fer de la Wellington and Manawatu compagnie (en). 
Elle suit le gradient de la pente sur le contour de la colline en partant de la gare de Takapu Road en allant vers ‘Duncan Street’ en dessous de l’actuel «Taylor Terrace». 
La section allant de la capitale Wellington à la ville Paremata ouvrit le 24 septembre 1885 mais sans station dans le secteur de Redwood. 
La ligne de chemin de fer fut incorporée dans le réseau du réseau de chemin de fer de la Nouvelle-Zélande (en) en décembre 1908. 
La gare de Takapu Road ouvrit le 19 juin 1937, le même jour que la nouvelle gare de Wellington, quand le trajet actuel sur la déviation de Tawa Flat (en) fut ouverte pour le trafic passager et la section allant de Johnsonville à  Tawa  de l’ancien trajet, détourné à partir de Wellington jusqu’à Johnsonville, fut fermé .
La gare de Redwood (en) ouvrit le 15 décembre 1963 pour répondre à la demande croissante pour le service passager dans le sud de ‘Tawa’, à la suite du développement des subdivisions de Redwood et Taylor Terrace.

## Éducation
- L’école de «Redwood School» est une école publique mixte, contribuant au primaire, allant de l’année 1 à 6.

Elle avait un taux de décile de 10 et un effectif de 419 élèves.
- L’école: «St Francis Xavier School» est une école mixte, intégrée au public, contribuant au primaire, allant de l’année 1 à 6 avec un effectif de 192 élèves et un taux de décile de 9 [4].